# Robert II van Frankrijk
Robert II, bijgenaamd de Vrome (Orléans, (? 27 maart) ca. 972 – Melun, 20 juli 1031) was koning van Frankrijk van 996 tot aan zijn dood.
Robert was zoon van koning Hugo Capet. Hij kreeg een voor die tijd bijzonder goede opvoeding. Zijn leraar was Gerbert van Aurillac, de latere paus Silvester II. Daardoor had Robert een voorliefde voor muziek, dichtkunst en religie. Doordat hij tijdens zijn regering bovendien streng optrad tegen ketters, kreeg hij de bijnaam "de Vrome". In 987 werd Robert gekroond tot medekoning naast zijn vader, om zijn kansen voor de opvolging zo groot mogelijk te maken. Robert wilde trouwen met Bertha van Bourgondië, maar omdat ze verwant waren in de zesde graad, was dit tegen de wetten van de kerk en Hugo weigerde daarom in dit huwelijk in te stemmen. In plaats daarvan probeerde Hugo om Robert met een Byzantijnse te laten trouwen en toen dat niet lukte arrangeerde hij in 989 een huwelijk met de ongeveer 20 jaar oudere Suzanna van Italië. Zij was weduwe van Arnulf II van Vlaanderen en moeder van de minderjarige Boudewijn IV van Vlaanderen. Door dit huwelijk kreeg de kroon een sterke invloed in een van de grote graafschappen van het koninkrijk, bovendien bracht zij Montreuil (Pas-de-Calais) en Ponthieu in als bruidsschat.
Als kroonprins speelde Robert een actieve rol. Hij nam deel aan de gevechten tegen Karel van Neder-Lotharingen om Laon. In 991 verhinderde hij Franse bisschoppen om deel te nemen aan een synode in Mousson, dat toen in Duitsland lag. In 991 en 994 was hij voorzitter van concilies in Frankrijk. In 996 overleed zijn vader en werd Robert koning. Robert scheidde direct van Suzanna om te kunnen trouwen met Bertha, die inmiddels weduwe was van Odo I van Blois. Wel behield hij de bruidsschat van Suzanna, zo genaamd om die voor haar te beheren. Wegens de bloedverwantschap met Bertha en de onwettige scheiding van Suzanna, stond Robert onder grote druk van de kerk om zijn huwelijk met Bertha te ontbinden. Toen hij bleef weigeren, werd het echtpaar uiteindelijk geëxcommuniceerd door paus Gregorius V.
Robert volhardde zijn verzet tegen de kerk en bleef getrouwd met Bertha tot 1003. Toen wilde hij het hertogdom Bourgondië rechtstreeks aan de kroon brengen en was de excommunicatie een te grote politieke handicap. Na onderhandelingen met paus Silvester II, zijn oude leermeester, scheidde hij van Bertha en trouwde met Constance van Arles. De excommunicatie werd ongedaan gemaakt. Zijn politieke en militaire pogingen om de macht in Frans Bourgondië direct in handen te krijgen, mislukten echter door de tegenstand van de lokale adel en bisschoppen. Robert zette naast zijn huwelijk zijn relatie met Bertha gewoon voort. Het hof werd daardoor verdeeld in twee vijandige kampen. Het huwelijk met Constance zorgde wel voor erfgenamen maar was verder een grote mislukking.
In 1005 veroverde Robert Auxerre, in 1015 volgde Sens en in 1016 had Robert eindelijk het hertogdom Bourgondië in handen. In deze periode trok hij samen met Bertha naar Rome, om hun zaak bij de paus te bepleiten maar die wilde niet toestemmen in een hernieuwd huwelijk. In 1020 overleed Stefanus I van Champagne en probeerde Robert om diens graafschappen aan de kroon te laten hechten. Robert kwam daardoor in conflict met Stevens erfgenaam (en Bertha's zoon) Odo II van Blois. In 1023 moest Robert uiteindelijk toestaan dat Odo de graafschappen van Stefanus in bezit nam. Robert sloot daarop direct een bondgenootschap met keizer Hendrik II om Odo's macht te beteugelen. Dit had enig succes want Odo moest Reims opgeven aan de bisschop en hij moest Dreux overdragen aan Robert. Na de dood van Hendrik kwam Robert in 1024 tot een vergelijk met Odo en steunde hij de tegenstanders van Koenraad II de Saliër. Een poging om Metz te veroveren mislukte. Een aanbod om koning van Italië te worden sloeg hij af.
Robert II was de eerste Franse koning die meestal in Parijs resideerde. Zijn voorgangers trokken van palts naar palts. Op het Île de la Cité in de Seine bouwde hij de van oorsprong Gallo-Romeinse versterking uit tot een echt paleis, het Palais de la Cité. Het betrof een rechthoekig bouwwerk van 130 × 110 m met versterkte muren en poorten. Binnen de muren bevonden zich de Salle de Roi, de vergaderzaal voor de Curia Regis (koninklijke raad); de Chambre de Roi, zijn eigen residentie; en een kapel gewijd aan Sint-Nicolaas.
In de laatste jaren van zijn leven was Robert in open oorlog met zijn zonen Hendrik en Robert, die door hun moeder werden gesteund. Tijdens de burgeroorlog tegen zijn eigen zonen stierf Robert II op 20 juli 1031 bij Melun. Hij werd begraven in de kathedraal van Saint-Denis en uiteindelijk werd hij opgevolgd door zijn zoon Hendrik I.

## Huwelijken
Robert II trouwde driemaal:
- 989 Suzanna, dit huwelijk was kinderloos.
- 996 Bertha, dit huwelijk was kinderloos.
- 1003 Constance Taillefer d'Arles.

Robert en Constance hadden de volgende kinderen:
- Hedwig (ca. 1003 - 5 juni na 1063), gehuwd met Reinoud I van Nevers, ze kreeg Auxerre als bruidsschat.
- Constance (ca. 1005), gehuwd met Manasses van Dammartin-en-Goële.
- Hugo (1007 - 28 augustus 1025). In 1017 gekroond tot medekoning en later in opstand om een volwaardige functie op te eisen maar verzoende zich later met zijn vader. Begraven te Compiègne.
- Hendrik (ca. 1008), koning van Frankrijk van 1031 tot 1060.
- Adela (1009 - 8 januari 1079), huwde met hertog Richard III van Normandië en met graaf Boudewijn V van Vlaanderen.
- Robert (ca. 1011).
- Odo (ca. 1013 - ca. 1058), steunde zijn broer Robert tegen zijn broer Hendrik maar werd in 1041 verslagen en gevangengenomen. Hij vocht later voor Hendrik tegen Normandië maar werd in 1054 verslagen.

## Voorouders
| Voorouders van Robert II van Frankrijk (972-1031) | Voorouders van Robert II van Frankrijk (972-1031)                      | Voorouders van Robert II van Frankrijk (972-1031)                      | Voorouders van Robert II van Frankrijk (972-1031)                     | Voorouders van Robert II van Frankrijk (972-1031)                     | Voorouders van Robert II van Frankrijk (972-1031)                         | Voorouders van Robert II van Frankrijk (972-1031)                         | Voorouders van Robert II van Frankrijk (972-1031)                         | Voorouders van Robert II van Frankrijk (972-1031)                         |
| ------------------------------------------------- | ---------------------------------------------------------------------- | ---------------------------------------------------------------------- | --------------------------------------------------------------------- | --------------------------------------------------------------------- | ------------------------------------------------------------------------- | ------------------------------------------------------------------------- | ------------------------------------------------------------------------- | ------------------------------------------------------------------------- |
| Overgrootouders                                   | Robert van Bourgondië (866-923) ∞ 895 Beatrix van Vermandois (880-931) | Robert van Bourgondië (866-923) ∞ 895 Beatrix van Vermandois (880-931) | Hendrik de Vogelaar (876-936) ∞ 909 Mathilde van Ringelheim (895-968) | Hendrik de Vogelaar (876-936) ∞ 909 Mathilde van Ringelheim (895-968) | Ebalus van Aquitanië (873–935) ∞ 891 Aremburgis (-)                       | Ebalus van Aquitanië (873–935) ∞ 891 Aremburgis (-)                       | Rollo (860-932) ∞ 886 Poppa (870-na 919)                                  | Rollo (860-932) ∞ 886 Poppa (870-na 919)                                  |
| Grootouders                                       | Hugo de Grote (897-956) ∞ 938 Hedwig van Saksen (914-965)              | Hugo de Grote (897-956) ∞ 938 Hedwig van Saksen (914-965)              | Hugo de Grote (897-956) ∞ 938 Hedwig van Saksen (914-965)             | Hugo de Grote (897-956) ∞ 938 Hedwig van Saksen (914-965)             | Willem III van Aquitanië (910-963) ∞ 935 Adela van Normandië (917-na 969) | Willem III van Aquitanië (910-963) ∞ 935 Adela van Normandië (917-na 969) | Willem III van Aquitanië (910-963) ∞ 935 Adela van Normandië (917-na 969) | Willem III van Aquitanië (910-963) ∞ 935 Adela van Normandië (917-na 969) |
| Ouders                                            | Hugo Capet (940-996) ∞ 968 Adelheid van Poitiers (952-1004)            | Hugo Capet (940-996) ∞ 968 Adelheid van Poitiers (952-1004)            | Hugo Capet (940-996) ∞ 968 Adelheid van Poitiers (952-1004)           | Hugo Capet (940-996) ∞ 968 Adelheid van Poitiers (952-1004)           | Hugo Capet (940-996) ∞ 968 Adelheid van Poitiers (952-1004)               | Hugo Capet (940-996) ∞ 968 Adelheid van Poitiers (952-1004)               | Hugo Capet (940-996) ∞ 968 Adelheid van Poitiers (952-1004)               | Hugo Capet (940-996) ∞ 968 Adelheid van Poitiers (952-1004)               |